# Viktorija Kljugina
Viktorija Jur'evna Kljugina (in russo Виктория Юрьевна Клюгина?; 28 settembre 1980) è un'ex altista russa.

## Palmarès

### Europei indoor
- 1 medaglia:
  - 1 bronzo (Torino 2009 nel salto in alto)